# Amauris expansa
Amauris expansa är en fjärilsart som beskrevs av Stoneham 1958. Amauris expansa ingår i släktet Amauris och familjen praktfjärilar. Inga underarter finns listade i Catalogue of Life.